# Список вице-президентов Палау
Вице-президент Палау (англ. Vice President of Palau) — второе по значимости должностное лицо в исполнительной власти Республики Палау. Вице-президент замещает президента в случае невозможности исполнения последним его обязанностей. В случае смерти или отставки президента (или наступления иных обстоятельств, делающих невозможным исполнения им своих обязанностей), вице-президент приводится к президентской присяге для завершения им срока полномочий замещённого президента.

## Обзор
10 мая 1979 года граждане Палау, части Подопечной территории Тихоокеанские острова, не ратифицировали Конституцию Федеративных Штатов Микронезии. В 1981 году была принята Конституция Республики Палау, предоставившая ей право самоуправления и учредившая посты президента и вице-президента страны. После восьми референдумов и поправки к Конституции, был подписан и вступил в силу с 1 октября 1994 года Договор о свободной ассоциации с США, прекративший их опеку над островами. Официально это произошло 10 ноября 1994 года, когда Совет Безопасности ООН резолюцией 956 упразднил соглашение об опеке над Палау. Договор об ассоциации истёк 30 сентября 2009 года, но после переговоров был модифицирован и возобновлён в конце 2010 года.
Президент Республики Палау избирается населением на четырёхлетний срок (допустимо переизбрание на второй срок подряд). Вице-президент избирается по отдельному от президента номинированию. В Палау отсутствуют официальные политические партии, все кандидаты являются независимыми.

## Список вице-президентов Палау
|                                                            | Портрет | Имя                                                                      | Начало полномочий | Окончание полномочий | Президент              |
| ---------------------------------------------------------- | ------- | ------------------------------------------------------------------------ | ----------------- | -------------------- | ---------------------- |
| 1                                                          |         | Альфонсо Ребоконг Оитеронг (1924—1994) англ. Alfonso Rebochong Oiterong  | 2 марта 1981      | 30 июня 1985         | Харуо Игнасио Ремелиик |
| С 30 июня 1985 года до 25 октября 1985 года пост вакантен  |         |                                                                          |                   |                      |                        |
| 2                                                          |         | Томас Онгенибел Ременгесау (1929—2019) англ. Thomas Ongelibel Remengesau | 25 октября 1985   | 20 августа 1988      | Лазарус Эитаро Салии   |
| С 20 августа 1988 года до 1 января 1989 года пост вакантен |         |                                                                          |                   |                      |                        |
| 3                                                          |         | Кунио Накамура (1943—2020) англ. Kuniwo Nakamura яп. 中村國雄            | 1 января 1989     | 1 января 1993        | Нгираткел Этписон      |
| 4                                                          |         | Томас Эсанг Ременгесау (1956—) англ. Thomas Esang Remengesau             | 1 января 1993     | 1 января 2001        | Кунио Накамура         |
| С 1 января 2001 года до 19 января 2001 года пост вакантен  |         |                                                                          |                   |                      |                        |
| 5                                                          |         | Сандра Суманг Пьерантоцци (1953—) англ. Sandra Sumang Pierantozzi        | 19 января 2001    | 1 января 2005        | Томас Эсанг Ременгесау |
| 6                                                          |         | Элиас Камсек Чин (1949—) англ. Elias Camsek Chin                         | 1 января 2005     | 15 января 2009       | Томас Эсанг Ременгесау |
| 7                                                          |         | Кераи Мариур (1951—) англ. Kerai Mariur                                  | 15 января 2009    | 17 января 2013       | Джонсон Торибионг      |
| 8                                                          |         | Антонио Беллс (1948—) англ. Antonio Bells                                | 17 января 2013    | 19 января 2017       | Томас Эсанг Ременгесау |
| 9                                                          |         | Рейнольд Оилоуч (1965? —) англ. Raynold Oilouch                          | 19 января 2017    | 21 января 2021       | Томас Эсанг Ременгесау |
| 10                                                         |         | Джерлин Удуч Сенгебау Сеньор (?—) англ. Jerrlyn Uduch Sengebau Senior    | 21 января 2021    | действующий          | Сурангел Самуэль Уиппс |